# 1976 en fantasy
| Années de la fantasy : 1973 - 1974 - 1975 - 1976 - 1977 - 1978 - 1979    |
| Décennies de la fantasy : 1940 - 1950 - 1960 - 1970 - 1980 - 1990 - 2000 |

L'année 1976 a été marquée, en matière de fantasy, par les événements suivants.

## Romans - Recueils de nouvelles ou anthologies - Nouvelles

### Romans
- Le Chant du dragon (Dragonsong), roman d'Anne McCaffrey et appartenant au cycle de la Ballade de Pern ;
- Fuite à Opar (Flight to Opar), roman de Philip José Farmer ;
- Roi de folie (Camber of Culdi), roman appartenant au cycle des Derynis de Katherine Kurtz

### Anthologies, recueils et nouvelles
- L'Homme noir, recueil de nouvelles signé Robert E. Howard ;
- Les Meilleurs Récits de Unknown, anthologie de nouvelles publiées dans le magazine Unknown ;
- Le Navigateur sur les mers du destin (The Sailor on the Seas of Fate), recueil de nouvelles de Michael Moorcock ;
- Un luth constellé de mélancolie (The Lonely Songs of Laren Dorr), nouvelle de George R. R. Martin